# 邊鏞
邊鏞（1429年—1501年），字克振，直隸河間府任丘縣人，官籍，明朝政治人物。

## 生平
户部郎中邊永之子。生於宣德乙酉二月初三日。景泰四年（1453年）癸卯科順天鄉試舉人，成化初，選授河南道監察御史。成化年間，在遼東擔任武靖伯趙輔的監軍。擢南京通政司右參議。九載秩滿，遷南京大理寺少卿，旋入為右通政。未行，丁內艱。服闋，以舊官掌武臣誥籍，成化十八年（1482年）任右僉都御史，巡撫山西兼督三關軍務，據險伏擊入侵大同的敵軍。丁父憂，服闋，遷左副都御史，佐院事。弘治改元，論時政十五事，多見采納，後升南京刑部右侍郎，踰年，遂乞致仕，弘治十四年（1501年）二月初六日去世，享年七十三。有子邊憲、邊寭。

## 家族
配王氏，先卒，贈淑人。繼徐氏，封淑人。子七：宗，國子生，早逝；次寅，太谷縣主簿；次憲，甲辰進士，歷御史，知淮安府；次寭，鄉貢；次寧，以廕為國子生；次宓；次守。女二：長適兵科給事中屈伸，次適張玹。孫男七：邊億，乙未進士，戶部主事；次備、次僑、次偕、次仲、次偁、次佃。孫女七。曾孫二。